# Rhamphiophis
Rhamphiophis is een geslacht van slangen uit de familie Psammophiidae.

## Naam en indeling
Er zijn drie soorten, de wetenschappelijke naam van de groep werd voor het eerst voorgesteld door Wilhelm Peters in 1854. De slangen werden eerder aan andere geslachten toegekend, zoals Psammophis en Rhagerrhis.

## Verspreiding en habitat
De slangen komen voor in delen van Afrika en leven in de landen Botswana, Congo-Kinshasa, Rwanda, Burundi, Oeganda, Ghana, Soedan, Centraal-Afrikaanse Republiek, Kameroen, Benin, Nigeria, Togo, Burkina Faso, Mali, Ivoorkust, Guinea, Senegal, Guinee-Bissau, Mali, Mauritanië, Malawi, Namibië, Ethiopië, Zuid-Afrika, Mozambique, Somalië, Kenia, Tanzania, Zimbabwe en Zambia. De habitat bestaat uit droge savannen en vochtige tropische en subtropische scrublands. Ook in door de mens aangepaste streken zoals landelijke tuinen kunnen de dieren worden aangetroffen.

## Beschermingsstatus
Door de internationale natuurbeschermingsorganisatie IUCN is aan twee soorten een beschermingsstatus toegewezen. De slangen worden beschouwd als 'veilig' (Least Concern of LC).

## Soorten
Het geslacht omvat de volgende soorten, met de auteur en het verspreidingsgebied.
| Naam                        | Auteur          | Verspreidingsgebied |
| --------------------------- | --------------- | --- |
| Rhamphiophis oxyrhynchus    | Reinhardt, 1843 | Botswana, Congo-Kinshasa, Rwanda, Burundi, Oeganda, Ghana, Soedan, Centraal-Afrikaanse Republiek, Kameroen, Benin, Nigeria, Togo, Burkina Faso, Mali, Ivoorkust, Guinea, Senegal, Guinee-Bissau, Mali, Mauritanië, Malawi, Namibië, Ethiopië |
| Rhamphiophis rostratus      | Peters, 1854    | Zuid-Afrika, Namibië, Soedan, Ethiopië, Mozambique, Somalië, Kenia, Oeganda, Tanzania, Malawi, Congo-Kinshasa, Zimbabwe, Zambia |
| Rhamphiophis rubropunctatus | Fischer, 1884   | Soedan, Ethiopië, Somalië, Kenia, Oeganda, Tanzania |